# Pakhus 1
Pakhus 1 var et dansk jazz-rock fusionsband fra København, som var aktivt på musikscenen i Danmark i anden halvdel af 1970'erne. De spillede koncerter overalt i landet, bl.a. i Montmartre, Saltlageret, Stakladen og på Roskilde Festival i 1978, og deres øvelokale lå i et af pakhusene bag Amalienborg, tilhørende Københavns Havnevæsen. Af denne grund benyttede bandet havnevæsenets karakteristiske skilt som sit logo.
Pakhus 1 blev stiftet i 1976 af guitaristerne Fredrik Søegaard og Frank Jensen, aka "Wok-Wok Jensen". Orkesteret har eksisteret i flere perioder i forskellige skikkelser under navnet Pakhus 1 - se tidslinie . Den oprindelige version af Pakhus 1 eksisterede fra 1976 til 1978 med Henrik Schaltz, aka "Kongen" på trommer samt to senere medlemmer af poporkesteret Tøsedrengene: Aage Hagen på keyboards og Klaus Kjellerup på bas. Sidstnævnte udgik af bandet i 1978 for at starte Tøsedrengene og blev erstattet af Henrik Bjørn Rasmussen.
Pakhus 1 indspillede i 1977 albummet Paysano i Werner Studio, Frederikssundsvej under ledelse af producer Michael Bruun - albummet blev imidlertid aldrig udgivet som planlagt, angiveligt på grund af pladeselskabet PolyGram's reservation overfor bandets personsammenfald med Tøsedrengene. Først 42 år senere, i juni 2019, blev albummet udgivet på streamingtjenesterne.
Pakhus 1 blev opløst i 1979, men Søegaard og Jensen skabte et nyt band med samme navn i 1981, som eksisterende i forskellige konstellationer frem til 1986, hvor de udgav LP'en Guide  med musikerne Morten Løkken og Karsten Riber. Kort efter valgte Søegaard og Jensen at opløse orkesteret endeligt.

## Diskografi
- Paysano (indspillet i 1977, udgivet i 2019)
- Guide (1986)